# Титаник (альбом)
«Титаник» — восьмой студийный альбом советской и российской рок-группы Nautilus Pompilius. Записан на Студия НП в Екатеринбурге в период 15 ноября 1993 года — 18 февраля 1994 года. Издан 28 апреля 1994 года.
Демоверсия альбома, записанная при участии музыкантов группы «Аквариум» в Студии на Фонтанке (Санкт-Петербург) и Студии № 8 (Екатеринбург) в 1993 году получила название «Титаник на Фонтанке».
В поддержку альбома также выпущен радиосингл «Титаник», в который вошло три песни с альбома, инструментальная версия «Утро Полины» и композиция «Прогулки по воде» с предыдущего альбома «Чужая земля» (1992).
Также все композиции релиза были исполнены на первой части концертного альбома «Титаник Live» (1994).
По итогам 1994 года Nautilus Pompilius получил премию «Овация» в номинации «Лучшая рок-группа», в хит-параде Московский комсомолец группа заняла второе место, «Титаник» попал в Топ-10, а Бутусов и Кормильцев вошли в тройку лучших рок-певцов и рок-поэтов соответственно. К концу года было продано 35 000 экземпляров компакт-дисков «Титаника», а количество кассет и пиратских копий, разошедшихся по стране, было неисчислимо.
На заглавную песню «Титаник» снят видеоклип.

## История альбома
Осенью 1992 года Илья Кормильцев переезжает в Москву. Вместе с Бутусовым, в пустующей семикомнатной коммунальной квартире на Остоженке, в течение двух недель он создаёт ряд новых песен. Среди них — «Тутанхамон», «К Элоизе», «Кто ещё» и «Железнодорожник».

### Потери в составе
Ситуация в Nautilus Pompilius становилось всё более напряжённой. Продюсер Игорь Воеводин всё чаще употреблял алкоголь. Конец на своей директорской карьере Воеводин поставил во время летней гастрольной поездки. К тому моменту он больше не мог физически управлять делами коллектива, и у него начали опухать ноги и руки. В ответ на предложение Кормильцева подлечиться и отдохнуть, Воеводин предложил «самим лечиться», после чего покинул группу.
Перед коллективом встал вопрос: что делать в этой ситуации. Правильным решением было выдержать паузу, какое-то время отдохнув друг от друга. Бутусов решил предоставить составу последний шанс, раздав перед летним отпуском всем членам группы конкретное домашнее задание. Александр Беляев взялся работать с «Утро Полины», Альберт Потапкин — с «Колёсами любви», а Егор Белкин — с композицией «Христос (Мне снилось, что)» (вошла в следующий альбом «Крылья»).
В результате выяснилось, что свою аранжировку сделал лишь один Потапкин. Белкин всерьёз занялся продюсированием «Насти». В итоге к осени 1993 года в группе оказалось на двух гитаристов меньше (вместе с Белкином ушёл Александр Беляев).
После записи альбома «Титаник» ушёл из состава и Олег Сакмаров, поскольку он был достаточно плотно занят в «Аквариуме».

### Продолжение записи
После раздачи домашнего состава Бутусов отправился в студию на Фонтанке делать пробную запись будущей программы «Титаник» вместе с музыкантами «Аквариума». Осенью состоялась запись материала для Титаника, вышедшего спустя два года в виде альбома, получившего название «Титаник на Фонтанке». Демо-альбом очень нравился Бутусову, но у такого подхода к подаче материала было немало идеологических противников внутри группы. Одним из них оказался Кормильцев.
Илья Кормильцев понимал, что в «Наутилусе» надо многое менять. Речь шла не о грядущих изменениях в составе, а о том, что потенциал песен Титаника достаточно велик. Он считал, что нужно немедленно найти людей, готовых заплатить за этот проект столько, сколько он реально стоит. И хотя ему самому нравился камерный вариант записи Титаника на Фонтанке, для себя он решил, что именно сейчас настал момент «большого прорыва». Сам Бутусов долгое время не соглашался с этими доводами, пока не ознакомился с пресловутыми «домашними заданиями» в исполнении вернувшихся из отпуска музыкантов «Наутилуса».
В ноябре Илья Кормильцев объявляет себя продюсером группы, не вынося это решение за рамки коллектива. Основная задача, стоявшая перед ним, заключалась в обеспечении в кратчайшие сроки нормальных условий для записи чистового варианта альбома Титаник. Группа заключила контракт с Jeff Records, и отправилась на Студию НП в Екатеринбурге. Помещение, где находилась студия, было выкуплено у государства одним из местных банков. Здесь записывались большинство альбомов многих свердловских рок-групп — в частности, «Чайфа» и «Агаты Кристи». Когда должна была стартовать запись, вдруг начались неприятности: между двумя директорами Jeff Records разразился грандиозный скандал, в котором был замешан криминал. Управление студией переходило из рук в руки, её то опечатывали, то распечатывали. Запись альбома началась 15 ноября 1993 года. Музыкантов из студии то выгоняли, то снова впускали. Тем не менее, несмотря на беспорядок, 40-градусный мороз и больные зубы, сам Бутусов просто излучал вдохновение.
В качестве звукового продюсера был нанят основатель и лидер группы «Агата Кристи» Вадим Самойлов. Позже он рассказал про запись альбома:

До начала работы над Титаником я уже успел отслушать альбом в двух версиях. Первый вариант составляли черновики Вячеслава Бутусова. Второй — запись на Фонтанке — с живыми барабанами, более аквариумная, психоделическая и галлюциногенная… Я знал, что все нюансы аранжировок были продуманы Бутусовым довольно основательно, и вопрос об их переделывании не стоял. Мне предстояло лишь сохранить те штрихи, которые бы характеризовали общее настроение альбома. Но в процессе записи Вячеслав Бутусов доверил нам пофантазировать над аранжировками, что мы и сделали вместе с барабанщиком и мультиинструменталистом Альбертом Потапкиным.
— Вадим Самойлов
Помимо программирования и работы с цифровой техникой, Самойлов предложил более удачную аранжировку к композиции «Негодяй и ангел», а также отредактировал концовку в «Колёсах любви» — уменьшив её в размерах и заменив гитару на клавиши. Пока в одной комнате Бутусов с Самойловым работали с «цифрой», Потапкин с Полковником в другой комнате прописывали большинство гитарных партий.
Ближе к концу записи был приглашён Олег Сакмаров, который сыграл свои партии на флейте и недавно купленном midi-саксофоне. Запись альбома была завершена 18 февраля 1994 года.

### Издание
Между «Наутилусом» и тандемом директоров Владимир Месхи—Леонид Ланда в марте 1994 года был подписан договор о сотрудничестве на год. Свою деятельность Месхи и Ланда начали с того, что они финансировали съёмки клипа к песне «Титаник» и оплатили аренду базы «Наутилуса Помпилиуса» в Санкт-Петербурге для подготовки над концертной версией альбома. Вскоре была организована пресс-конференция, посвящённая грядущему выходу альбома «Титаник».
В считанные недели два молодых человека сделали из «вечно раскачиваемого из стороны в сторону „Наутилус“» в «акулу» зарождающегося российского шоу-бизнеса. Альбом «Титаник» был выпущен 28 апреля 1994 года. Согласно официальным данным, за год было продано 35 000 компакт-дисков с новым альбомом. Группа вернула себе былую известность.
Проведённый в сентябре 1994 года концерт в Берлине, подорвал отношения между Вячеславом Бутусовым и тандемом Владимиром Месхи и Леонидом Ландой. С точки зрения коллектива, директора снимали деньги со счетов для того, чтобы закрыть финансовую брешь после презентации программы «Титаник» и поездки в Германию. Но Месхи считает, что Вячеслав Бутусов никогда не попадал в нюансы и не имел полной информацией, доверяя Илье Кормильцеву. В результате чего, контракт между группой и Месхи—Ланда был прекращён. Новым директором «Наутилуса Помпилиуса» в 1995 году стал Александр Пономарёв.

## Презентация альбома и концерт
На концертах группа играла две программы — на первой исполнялись композиции «Титаника», а на другой хиты «Наутилуса» 1986—1992 годов.

## Песни
В 1994 году песня «Тутанхамон» стала первой из Титаника, попавшей в радиоэфиры. Произошло это не просто так: выходу альбома предшествовала первая в стране по-настоящему масштабная раскрутка, которая среди прочего включала в себя и выпуск радиосингла на компакт-диске тиражом в 500 экземпляров. На его обложке была просьба — объявить премьеру «Тутанхамона» 6 марта 1994 года в полдень — причём слово «премьера» было написано с опечаткой. Текст подразумевал размеренную балладу, но Вячеславу Бутусову удалось его втиснуть в другую «музыкальную рамку». В итоге Бутусов произносит слова речитативом.
Песня «Титаник» нравилась Вячеславу Бутусову, так как она соответствовала ситуации: размазня, неразбериха, бессмысленность — тупиковое состояние, в котором в то время находилась группа. Он был сторонником того, чтобы название альбома было более отстранённым от песен и определяло тему. В июне вышел клип на одноимённую песню. Снял его режиссёр Геннадий Акименко. Судя по воспоминаниям лидера Nautilus Pompilius, съёмки клипа проходили в районе заброшенных кораблей. Для того, чтобы получились спецэффекты дождя, привезли пожарную машину.
Текст песни «Утро Полины» нравился Вячеславу Бутусову, но он никак не мог придумать припев. Спустя некоторое время ему всё же это удалось. По воспоминаниям Бутусова, ему показалось, что это близко к группе «Кино», которая в последние годы своего существования играла гитарную музыку. Ближе к записи Бутусов сформировал куплет относительно припева в той же гармонии. По утверждению Вадима Лурье, Илья Кормильцев сообщил ему, что Полина — это имя четырёхлетней дочки его друга, которая была большой соней и вдохновила его на создание стихотворения. Журналист Валерий Скорбилин и филолог-эксперт Наталья Юдина обсуждали песню «Утро Полины», в которой с филологической точки зрения употреблена неправильная орфоэпическая форма глагола «зажгёт». Наталья Юдина сказала, что у глагола «зажечь» лицевые формы с корневым сочетанием согласных «жг» чередуются с формами, в которых переходит в удвоенную «ж» соответственно, в возвратных формах, однако Валерий Скорбилин заявил, что иное написание и чтение считается грубой ошибкой. В результате чего Наталья Юдина сказала, что неизвестно, допустил ли эту ошибку в самом тексте Илья Кормильцев, или её «пропел» во время записи песни Вячеслав Бутусов, а звукорежиссёр не заметил ошибки.
«Негодяй и ангел» первоначально планировалась для совместного исполнения дуэтом Вячеслава Бутусова и Бориса Гребенщикова, который не состоялся по неизвестным причинам. По словам Бутусова, это его любимая песня. Во время записи Вячеслав Бутусов выдумал много контрапунктов и возникла проблема: как уместить все контрапункты числом три-четыре в одну песню. В результате чего в ней происходит «месиво».
Песня «К Элоизе» предлагалась Бутусовым как «мульт-триллер». Было обсуждение с Сергеем Курёхиным на эту тему, и разговор возник по причине того, что и у Курёхина тоже была идея написать музыку мультипликационного характера, когда есть гротеск — форма сама по себе инфантильная, а музыка как бы угрожающая. Идея снять клип как пластилиновый мультфильм планировалось после выхода Титаника, но ничего не вышло. Также в записи мог участвовать Глеб Самойлов из группы «Агата Кристи». Вячеслав Бутусов предлагал ему произнести злобным голосом ругательства на немецком языке. Он консультировался с знакомой ему студенткой, которая училась на филологии, и она составила ему список ругательств. Однако Глеб в то время был меланхоличным, и у него не очень получилось, а идею отложили. Также в запасе у «Полковника» остался удлинённый вариант песни — с многоплановыми гитарными раскладами, хитрой линией баса и ещё одним куплетом, который вскоре пришлось укоротить под планировавшийся видеоклип.
В связи с «Воздухом» Вячеслав Бутусов вспомнил, что во время записи на Фонтанке ему «почему-то ударила моча в голову», и он потребовал, чтобы записали в коде фразу «Верещагин, уходи с баркаса!». Потом её убрали как излишество, но когда коллектив закончил запись звука уже во время чистового сведения, к ним подошёл директор студии и сказал: «Братва будет вам благодарна за такие слова: „Когда они окружили дом, и в каждой руке был ствол, Он вышел в окно с красной розой в руке, и по воздуху плавно пошёл...“.» После этого случая у Бутусова немного изменилось представление об этой песне, но в принципе, он ничего страшного в этом не увидел. В результате песня получилась категоричной.
По мнению Вячеслава Бутусова, песня «Колёса Любви» — как истерика. С помощью такой лирики его группа пыталась преодолеть усталость. Универсальность Альберта Потапкина сильно выручила его коллег, а предложенная им аранжировка песни в дальнейшем практически не менялась. Только Вадим Самойлов отредактировал концовку, а Бутусов добавил вокальный распев в начале.
Песню «Зверь» Вячеслав Бутусов считает своим достижением, потому что ему близок масштаб трагедии и драматизма, который в ней заложен.

## Хронология выпуска

### Титаник
| Регион | Дата           | Лейбл                               | Форматы | Каталог         |
| ------ | -------------- | ----------------------------------- | ------- | --------------- |
| Россия | 28 апреля 1994 | Jam Sound Productions               | CD      | 94 014-I        |
| Россия | 1994           | Союз Бекар Records                  | CS      | SZ0252          |
| Россия | 1994           | Бекар Records Jam Sound Productions | CS      | нет             |
| Россия | 1995           | APEX Records                        | CD      | AXCD 3-0030     |
| Россия | 1995           | Jam Sound Productions               | CD      | 010 014-1       |
| Литва  | 1995           | Союз Бекар Records                  | CS      | SZ0252          |
| Россия | 1997           | DANA Music                          | CD      | AXCD5-0030      |
| Россия | 1997           | DANA Music                          | CD      | AXCD 3-0030/1   |
| Россия | 1997           | Moroz Records                       | CS      | MR97249 MC      |
| Россия | 1999           | DANA Music                          | CD      | AXCD5-0030      |
| Россия | 2004           | Bomba Music DANA Music              | CD      | AXCD5-0030      |
| Россия | 2013           | Bomba Music                         | LP      | BoMB 033-823 LP |
|        | 2022           | Отделение Выход                     | 2LP     |                 |

### Титаник на Фонтанке
| Регион | Дата | Лейбл                  | Форматы | Каталог     |
| ------ | ---- | ---------------------- | ------- | ----------- |
| Россия | 1996 | APEX Records           | CD      | AXCD 3-0033 |
| Россия | 1996 | APEX Records           | CS      | AXMC 3-0033 |
| Россия | 1996 | Novik Records          | CD      | NRCD 1-013  |
| Россия | 1997 | DANA Music             | CD      | AXCD3-0033  |
| Россия | 1997 | DANA Music             | CD      | AXCD5-0033  |
| Россия | 1997 | DANA Music             | CS      | AXMC3-0033  |
| Россия | 1998 | DANA Music             | CS      | AXMC3-0033  |
| Россия | 1999 | DANA Music             | CD      | AXCD5-0033  |
| Россия | 2002 | DANA Music Bomba Music | CD      | AXCD5-0033  |

## Список композиций

### Альбом «Титаник»
| №  | Название          | Текст песни      | Музыка           | Длительность |
| -- | ----------------- | ---------------- | ---------------- | ------------ |
| 1. | «Тутанхамон»      | Илья Кормильцев  | Вячеслав Бутусов | 4:51         |
| 2. | «Титаник»         | Илья Кормильцев  | Вячеслав Бутусов | 5:03         |
| 3. | «Утро Полины»     | Илья Кормильцев  | Вячеслав Бутусов | 5:03         |
| 4. | «Негодяй и ангел» | Илья Кормильцев  | Вячеслав Бутусов | 3:45         |
| 5. | «К Элоизе»        | Вячеслав Бутусов | Вячеслав Бутусов | 5:04         |
| 6. | «Воздух»          | Илья Кормильцев  | Вячеслав Бутусов | 5:16         |
| 7. | «Колёса любви»    | Илья Кормильцев  | Вячеслав Бутусов | 2:50         |
| 8. | «20 000»          | Илья Кормильцев  | Вячеслав Бутусов | 5:08         |
| 9. | «Зверь»           | Вячеслав Бутусов | Вячеслав Бутусов | 6:25         |

### Демоальбом «Титаник на Фонтанке»
| №   | Название                                                 | Текст песни      | Музыка           | Длительность |
| --- | -------------------------------------------------------- | ---------------- | ---------------- | ------------ |
| 1.  | «Тутанхамон (акустическая версия)»                       | Илья Кормильцев  | Вячеслав Бутусов | 4:25         |
| 2.  | «Титаник»                                                | Илья Кормильцев  | Вячеслав Бутусов | 4:25         |
| 3.  | «Воздух»                                                 | Илья Кормильцев  | Вячеслав Бутусов | 5:12         |
| 4.  | «Негодяй и ангел»                                        | Илья Кормильцев  | Вячеслав Бутусов | 3:29         |
| 5.  | «Колёса любви»                                           | Илья Кормильцев  | Вячеслав Бутусов | 5:04         |
| 6.  | «К Элоизе»                                               | Вячеслав Бутусов | Вячеслав Бутусов | 6:46         |
| 7.  | «Зверь»                                                  | Вячеслав Бутусов | Вячеслав Бутусов | 7:07         |
| 8.  | «Утро Полины (инструментал)»                             |                  | Вячеслав Бутусов | 5:00         |
| 9.  | «Я хочу быть с тобой» (в исполнении Бориса Гребенщикова) | Илья Кормильцев  | Вячеслав Бутусов | 5:08         |
| 10. | «Тутанхамон (dance mix)»                                 | Илья Кормильцев  | Вячеслав Бутусов | 4:57         |

Демоальбом включает несколько иные варианты аранжировок композиций, нежели вошедшие спустя год в чистовой вариант «Титаника», ремейк на песню «Я хочу быть с тобой» в исполнении Гребенщикова (также вошедший в альбом «Отчёт 1983—1993»), а также инструментальную версию композиции «Утро Полины», входившую в радиосингл «Титаник».

### Радиосингл «Титаник»
| №  | Название                     | Текст песни     | Музыка           | Длительность |
| -- | ---------------------------- | --------------- | ---------------- | ------------ |
| 1. | «Тутанхамон»                 | Илья Кормильцев | Вячеслав Бутусов | 4:48         |
| 2. | «Негодяй и ангел»            | Илья Кормильцев | Вячеслав Бутусов | 3:43         |
| 3. | «Утро Полины»                | Илья Кормильцев | Вячеслав Бутусов | 5:00         |
| 4. | «Прогулки по воде»           | Илья Кормильцев | Вячеслав Бутусов | 3:44         |
| 5. | «Утро Полины» (инструментал) |                 | Вячеслав Бутусов | 5:01         |

## Участники записи

### Обе версии
Nautilus Pompilius
- Вячеслав Бутусов — вокал, гитара, акустическая гитара
- Игорь Копылов — бас-гитара, гитара
- Альберт Потапкин — гитара, бас-гитара, клавишные
- Илья Кормильцев — тексты песен, организационные вопросы
- Олег Сакмаров («Аквариум») — флейта, MIDI-sax, клавишные

### Титаник
- Вадим Самойлов — гитара, клавишные, бубен, аранжировки ударных, звукорежиссура и программирование
- Александр «Полковник» Гноевых — звукорежиссура и программирование, аранжировка ударных

### Титаник на Фонтанке
- Вячеслав Бутусов — бас-гитара (2)
- Альберт Потапкин — гитара (5), бас-гитара (8)

Аквариум
- Борис Гребенщиков — вокал (9), гитара (7)
- Алексей Рацен — ударные
- Алексей Зубарев — гитара (2)
- Александр Мартисов — звукорежиссура (1-7)

Другие
- Вадим Самойлов — гитара (8), программирование
- Александр «Полковник» Гноевых — звукорежиссура (8)

## Критика и приём
| Оценки критиков       | Оценки критиков |
| Источник              | Оценка          |
| --------------------- | --------------- |
| Московский комсомолец | (смешанная)     |
| Комсомольская правда  | (положительная) |
| Иванов                | (смешанная)     |

Обозреватель газеты Московский комсомолец сказал, что заявленное Вячеславом Бутусовым и Ильёй Кормильцевым «возвращение к истокам» состоялось. Однако в нём имеется и опасность того, что люди услышат песни, схожие с «Шаром цвета хаки», «Скованных одной цепью» или «Казанова». Такого в Титанике не найти, потому что Илья Кормильцев, Вячеслав Бутусов и их коллеги «понимают эту истину очень вразумительно». Данный альбом представляет собой не копию Разлуки, но «значительно более совершенную ступень в эволюции именно той самой субстанции». По его мнению, Титаник стал лучшим в музыкальном отношении альбомом Nautilus Pompilius.
Обозреватель Комсомольской правды отметил, что мелодии большинства песен легко запоминаются, аранжировки в высшей степени элегантны и современны. Поэтому Титаник имеет реальные шансы стать самой популярной работой Вячеслава Бутусова, который «решился совершить поворот в сторону нормальной, здоровой поп-музыки». По его словам, альбом практически состоит из потенциальных хитов, «которые, если ими разумно распорядиться, будут подогревать интерес к Титанику по меньшей мере ещё год».
Рекламно-информационный вестник Иванов заявил, что у «Nautilus Pompilius» альбом получился в меру лиричным, сдержанным и в целом достаточно стройным. Звук ровный, без провалов и сбоев, однако «раздражают неживые барабаны». Первая песня, «Тутанхамон», «просто погремушка, нелепая привязка, не понятно к чему и зачем. Этакий закос в интеллектуальность, не больше. Бред и набор слов». Однако у этого коллектива не первый случай, когда «парни гонят откровенную туфту»: к примеру взять из Чужой земли песню «Как падший ангел». После первого же куплета становится ясно, что группа, пользуясь понравившимся им «красивым» образом, не знакомы, как рассказывали прежде, с первоисточником. В заглавной песне «Титаник» «пафос и букет штампов», а мысль тривиальна и ясна, как «невеста под фатой». Текст песни напоминает рисунок на фольге — глаз слепит, а узора нет. Тем не менее, это не означает, что альбом провальный — слушается приятно за исключением некоторых вышеприведённых моментов. Удачными песнями он считает «Утро Полины», «Негодяй и Ангел», «Колеса Любви» и «Воздух».
В книге о группе «Nautilus Pompilius: Введение в наутилосоведение» (1997) отмечено: «Демозапись «Титаник на Фонтанке» впоследствии пользовалась у критиков значительно большими симпатиями, чем «чистый» студийный альбом. «Титаник на Фонтанке» очень нравился и самому Бутусову — своей прозрачностью, аквариумностью и вневременным спокойствием. Но у такого подхода к подаче материала было немало идеологических противников внутри группы, среди которых оказался поэт Кормильцев».
31 декабря 1999 года «Наше радио» огласило список «100 лучших песен русского рока в XX веке» на основе выбора радиослушателей, в него вошли песни «Титаник» (77-е место) и «Тутанхамон» (83-е место).
В 2014 году был составлен список «500 лучших песен „Нашего радио“» также на основе выбора радиослушателей, в него вошла песня «Тутанхамон» (174-е место).

## В культуре
В 1997 году песня «Зверь» и мелодия из песни «Воздух» использованы в качестве саундтрека к фильму Алексея Балабанова «Брат».

## Последующие альбомы
На базе поэтического материала, написанного поэтом Ильёй Кормильцевым во время записи альбом «Титаник», создан и следующий альбом группы, «Крылья» (1995). Поэт отметил:

История с Крыльями очень странная. На самом деле там мало новых песен. Потому, что новые песни туда не попали — по тем или иным причинам. Крылья состояли в основном из поэтического материала, написанного одновременно с Титаником. Музыка к нему во многих случаях написана значительно позже. Новых песен там — раз-два и обчёлся…— Илья Кормильцев
Так, осенью 1992 года Илья Кормильцев вместе с Бутусовым в течение двух недель создали ряд песен для «Титаника» — «Тутанхамон», «К Элоизе», «Кто ещё» и «Железнодорожник». Две первые вошли в «Титаник», а вторые в «Крылья». А композиция «Христос (Мне снилось, что)» была домашним заданием от Бутусова для Егора Белкина. Но Белкин задание не выполнил, всерьёз занявшись продюсированием «Насти», и в результате покинул группу. Песня записана на «Крыльях» уже без участия Белкина.
После записи «Титаника» выяснилось, что в него не попало сразу три композиции — «Абсолютное белое» («Абсолют»), «Умершие во сне» и «Труби, Гавриил», исполненный в стиле пика популярности «Наутилуса» 1987 года. Все три песни будут изданы на последнем альбоме группы «Атлантида» (1997).